# Tomoka Takeuchi
Tomoka Takeuchi (Asahikawa, 21 dicembre 1983) è una snowboarder giapponese.

## Biografia
Specialista di gigante parallelo e slalom parallelo, ha esordito in Coppa del Mondo di snowboard il 17 gennaio 2001 a Plan de Corones, in Italia.

## Palmarès

### Olimpiadi
- 1 medaglia
  - 1 argento (slalom gigante parallelo a Soči 2014)

### Mondiali
- 1 medaglia:
  - 1 bronzo (slalom gigante parallelo a Kreischberg 2015)

### Coppa del Mondo
- Miglior piazzamento in classifica generale: 6ª nel 2009
- Miglior piazzamento nella Coppa del Mondo di parallelo: 3ª nel 2009
- Miglior piazzamento nella Coppa del Mondo di slalom gigante parallelo: 2ª nel 2014
- Miglior piazzamento nella Coppa del Mondo di slalom parallelo: 15ª nel 2015 e nel 2021
- 15 podi:
  - 1 vittoria
  - 9 secondi posti
  - 4 terzi posti

#### Coppa del Mondo - vittorie
| Data             | Luogo           | Paese  | Disciplina |
| ---------------- | --------------- | ------ | ---------- |
| 21 dicembre 2012 | Carezza al lago | Italia | PGS        |

Legenda:

PGS = Slalom gigante parallelo

### Coppa Europa
- 2 podi:
  - 1 vittoria
  - 1 terzo posto

#### Coppa del Mondo - vittorie
| Data             | Luogo       | Paese   | Disciplina |
| ---------------- | ----------- | ------- | ---------- |
| 22 dicembre 2006 | Bad Gastein | Austria | PSL        |

Legenda:

PGS = Slalom parallelo